# Eulonchus sapphirinus
Eulonchus sapphirinus är en tvåvingeart som beskrevs av Osten Sacken 1877. Eulonchus sapphirinus ingår i släktet Eulonchus och familjen kulflugor. Inga underarter finns listade i Catalogue of Life.

## Bildgalleri

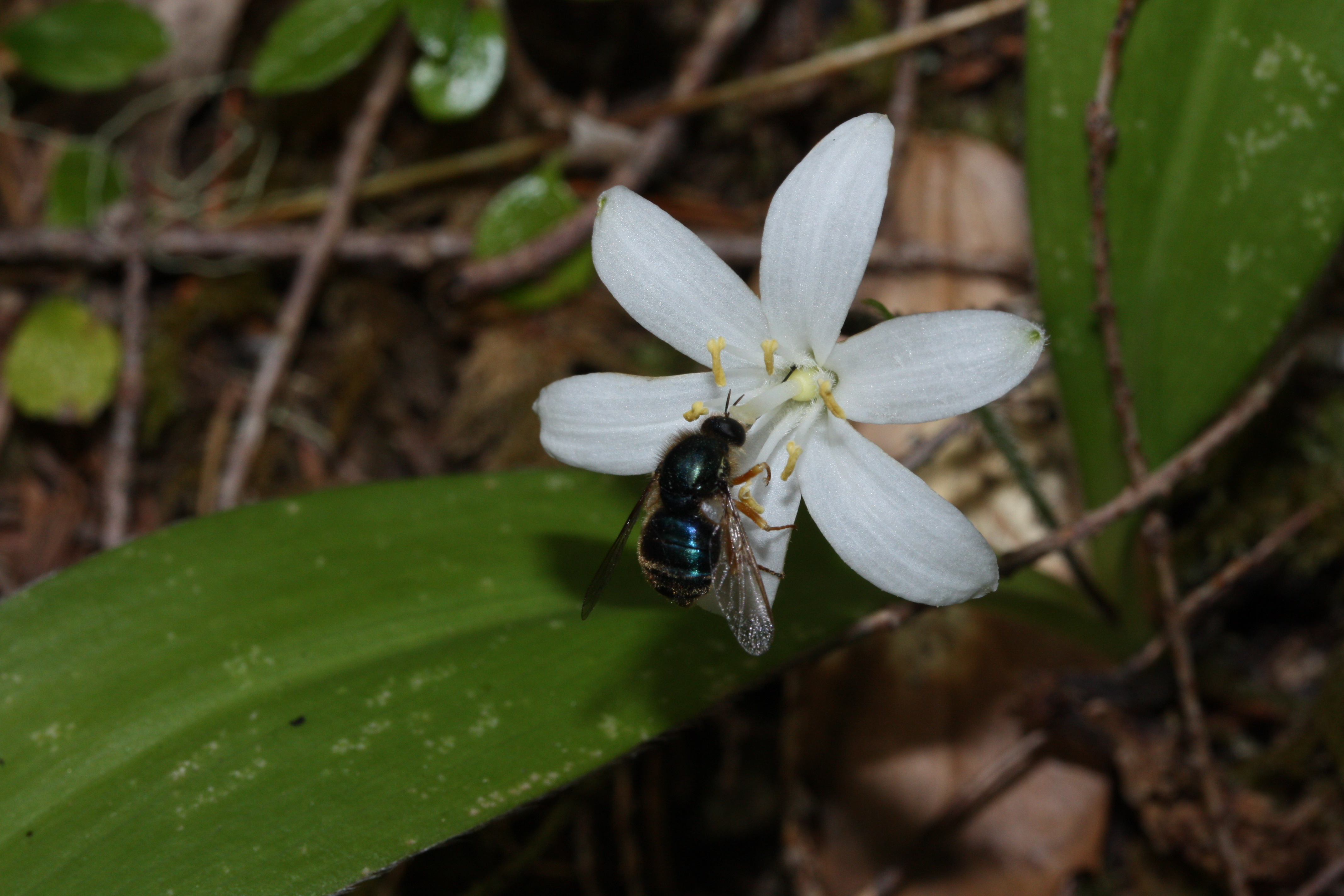
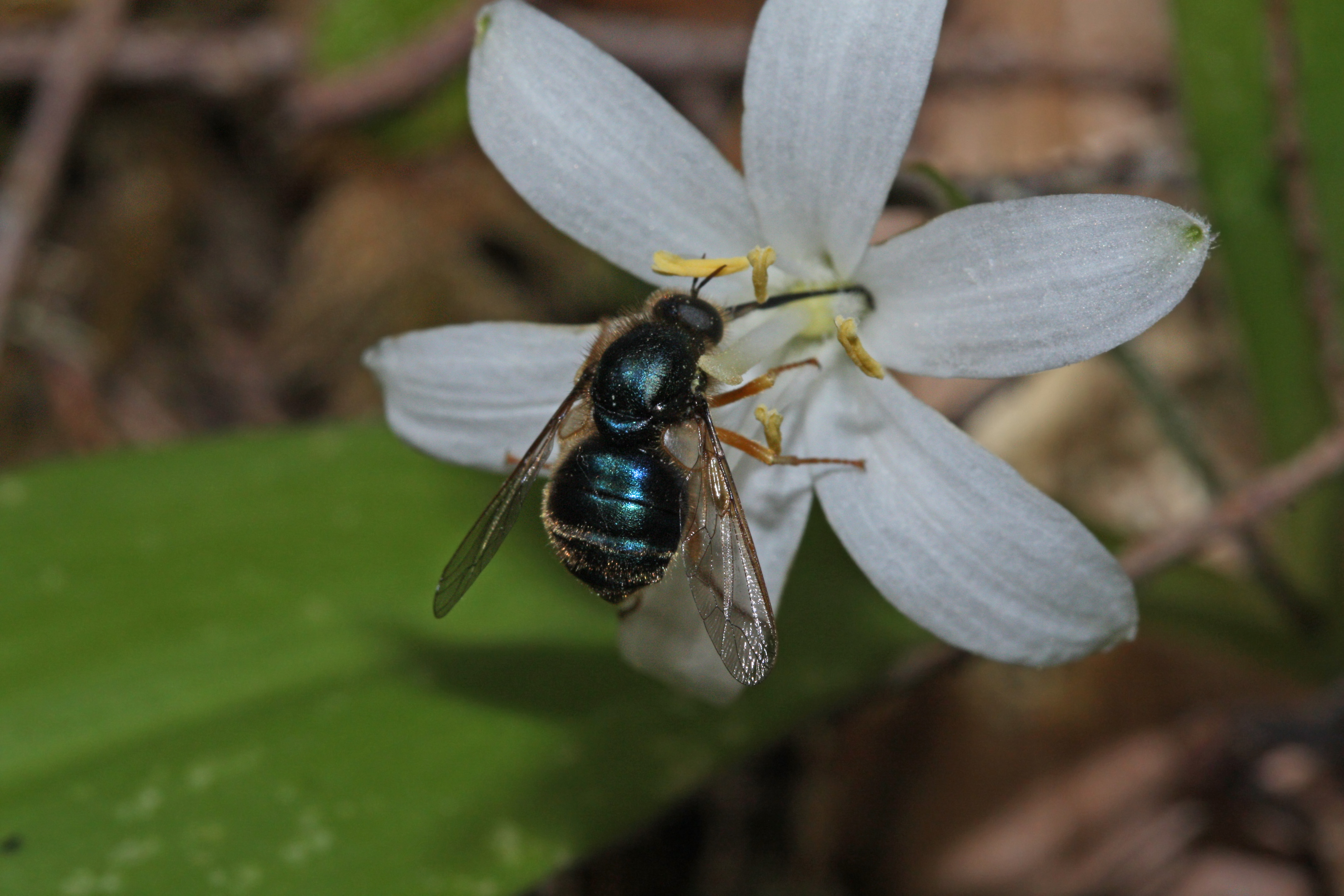
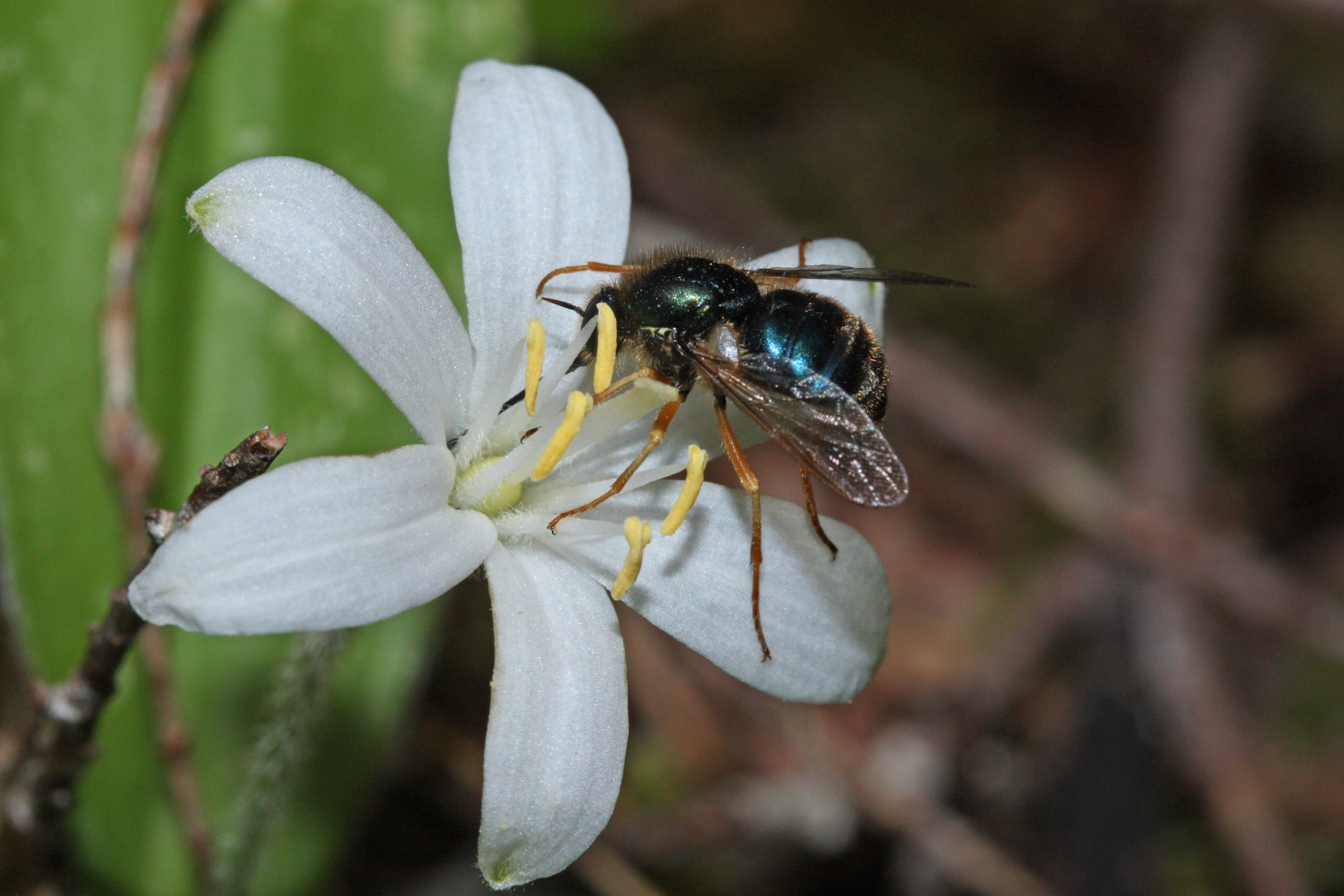